# 年別台風記事一覧
年別台風記事一覧（ねんべつたいふうきじいちらん）は、北西太平洋で発生した台風を各年ごとにまとめた記事の一覧である。

## 年別台風記事の見方
ウィキペディアにおける、各年の台風記事の見方を解説する。

### 冒頭部分
記事の冒頭部分では、（テンプレートの使用も交えて）主にその年の台風の傾向を中心に述べる。例えば、台風発生数や日本への影響（台風の接近・上陸）、著名な台風の有無などについてである。発生数や日本への上陸数・接近数が平年並みであったか否か（平年よりも多めであったか少なめであったか）などについてのほか、その年の台風シーズンに、日本に大きな影響や甚大な被害を与えた台風や、発生日時の早さ・遅さなどが記録的であった台風、稀に見る勢力・規模に発達した記録的な台風、長寿台風や越境台風のような特殊な台風など、特筆に値する（注目が集まった）台風があった場合についてはそれも簡潔に述べる。また、日本以外の国や地域に甚大な被害をもたらすなど、世界的にも注目が集まった台風などがあった場合にはそれも追記する。

【例：2013年の台風 における冒頭部分】 

2013年の台風（太平洋北西部で発生した熱帯低気圧）のデータ。
台風1号は早くも1月3日に発生し、1951年の統計開始以来6番目の早さであった。その後8月までは平年並みの発生数となっていたが、9月と10月に平年を上回る月間7個の台風が発生したため、台風の発生数は31個（平年値25.6個）に達し、1994年（平成6年）以来19年ぶりに、年間発生数が30個を越えた。10月に発生した7個は1951年（昭和26年）以降でもっとも多く、1984年（昭和59年）・1992年（平成4年）と並んだ。
日本へは6月の台風3号から10月の台風28号まで14個の台風が接近し、2個が上陸（いずれも9月）している。この上陸数は平年（2.7個）よりも少なめであったが、秋に本土に接近する台風が多く、特に10月の接近数6個は過去最多となった。
また、100個に1個の確率とされてきた東経180度線越えの越境台風が2つ連続で（13号・14号）発生した。
9月に愛知県に上陸した台風18号では、同年8月から運用開始となった特別警報が、初めて発表された。
10月に関東地方に接近した台風26号では、伊豆諸島の伊豆大島で豪雨による土石流が発生し、大きな被害が出た。

11月の台風30号は「スーパー台風」となってフィリピンを直撃し、記録的な高潮を発生させて、6,000人を越す犠牲者を出すなど甚大な被害をもたらした。

### 台風の発生数・日本接近数・日本上陸数
その年の台風発生数や日本への接近数・上陸数などが、ランキングの上位に入る多さまたは少なさであった場合、以下の3つ表のうち該当するものを挿入する。
| 発生数が多い年 | 発生数が多い年                     | 発生数が多い年 | 発生数が少ない年 | 発生数が少ない年                                 | 発生数が少ない年 |
| 順位           | 年                                 | 発生数         | 順位             | 年                                               | 発生数           |
| -------------- | ---------------------------------- | -------------- | ---------------- | ------------------------------------------------ | ---------------- |
| 1              | 1967年                             | 39             | 1                | 2010年                                           | 14               |
| 2              | 1994年 1971年                      | 36             | 2                | 1998年                                           | 16               |
| 4              | 1966年                             | 35             | 3                | 2023年                                           | 17               |
| 5              | 1964年                             | 34             | 4                | 1969年                                           | 19               |
| 6              | 1989年 1974年 1965年               | 32             | 5                | 2011年 2003年 1977年 1975年 1973年 1954年 1951年 | 21               |
| 9              | 2013年 1992年 1988年 1972年 1958年 | 31             |                  |                                                  |                  |

(2020年現在)
| 接近数が多い年 | 接近数が多い年                                   | 接近数が多い年 | 接近数が少ない年 | 接近数が少ない年                          | 接近数が少ない年 |
| 順位           | 年                                               | 接近数         | 順位             | 年                                        | 接近数           |
| -------------- | ------------------------------------------------ | -------------- | ---------------- | ----------------------------------------- | ---------------- |
| 1              | 2004年 1966年 1960年                             | 19             | 1                | 1973年                                    | 4                |
| 4              | 2012年                                           | 17             | 2                | 1995年                                    | 5                |
| 5              | 2018年 1955年                                    | 16             | 3                | 1977年                                    | 6                |
| 7              | 2019年 2000年 1997年 1994年 1965年 1961年 1958年 | 15             | 4                | 2020年 2010年 1983年 1979年               | 7                |
|                |                                                  |                | 8                | 2017年 2009年 1998年 1969年 1964年 1951年 | 8                |

(2020年現在)
| 上陸数が多い年 | 上陸数が多い年                                   | 上陸数が多い年 | 上陸数が少ない年 | 上陸数が少ない年                                        | 上陸数が少ない年 |
| 順位           | 年                                               | 上陸数         | 順位             | 年                                                      | 上陸数           |
| -------------- | ------------------------------------------------ | -------------- | ---------------- | ------------------------------------------------------- | ---------------- |
| 1              | 2004年                                           | 10             | 1                | 2020年 2008年 2000年 1986年 1984年                      | 0                |
| 2              | 2016年 1993年 1990年                             | 6              | 6                | 2023年 2009年 1995年 1987年 1980年 1977年 1973年 1957年 | 1                |
| 5              | 2019年 2018年 1989年 1966年 1965年 1962年 1954年 | 5              |                  |                                                         |                  |

(2020年現在)

### 月別の台風発生数
『月別の台風発生数』の節では、その年の台風が月ごとに何個発生したのかを表にして述べる。なお、その月に台風が1個も発生していない場合は空欄にする。
【例：2015年の台風 における月別の台風発生数】
| 1月 | 2月 | 3月 | 4月 | 5月 | 6月 | 7月 | 8月 | 9月 | 10月 | 11月 | 12月 | 年間 |
| --- | --- | --- | --- | --- | --- | --- | --- | --- | ---- | ---- | ---- | ---- |
| 1   | 1   | 2   | 1   | 2   | 2   | 3   | 4   | 5   | 4    | 1    | 1    | 27   |

### 各熱帯低気圧の活動時期
『各熱帯低気圧の活動時期』の節では、その年に発生した台風や熱帯低気圧が1年の中でいつからいつまで存命したのかを、タイムラインを用いて説明する。

【例：2019年の台風 における各熱帯低気圧の活動時期】

### 「台風」に分類されている熱帯低気圧
『「台風」に分類されている熱帯低気圧』の節では、その年に発生した熱帯低気圧のうち、「台風」の勢力に達したことで「台風」として扱われたものを、（テンプレートの使用も交えて）1つずつ節に分けて解説する。
「台風○号」という形式の台風番号を表記して、それぞれの台風の節の見出しとし、その右に（ ）を付記して括弧内に国際名 (アジア名) を記入する。さらにその節の下には、6桁表記の台風番号と合同台風警報センター（JTWC）が付番した熱帯低気圧番号を太字で付記する。また、フィリピン大気地球物理天文局（PAGASA）が命名したフィリピン名がある場合、それも付記する。例えば、2013年の台風30号（アジア名：ハイエン）の場合、「台風30号（ハイエン）」を節の見出しとし、その下に台風番号の「201330」と熱帯低気圧番号の「31W」とフィリピン名の「ヨランダ」を付記する。なお、節の見出しに関しては、伊勢湾台風（国際名：ヴェラ）のように、後から気象庁が固有名を付けるなどした著名な台風であっても、固有名を節の見出しにはせず、前述の規則に従う。伊勢湾台風の場合であれば、「伊勢湾台風」ではなく「台風15号（ヴェラ）」を見出しとする。また、その台風に関しての個別記事がある場合、その記事への誘導も行う。
【例：2013年の台風30号 の節】
台風30号（ハイエン）
201330・31W・ヨランダ

11月4日午前9時（協定世界時11月4日0時）、トラック諸島近海の北緯6度05分、東経152度10分で熱帯低気圧から台風に昇格し、アジア名「ハイエン（Haiyan）」と命名された。当初の中心気圧は1002 ヘクトパスカル (hPa)であったが、太平洋上を西に進みながら11月5日から6日にかけての24時間で中心気圧は40 hPa低下、中心付近で風速45 メートル毎秒に達するなど急速に成長し、規模は小さいながら「非常に強い台風」となって6日にはカロリン諸島を通過、7日にはパラオを経由してフィリピンに向かって接近し、フィリピン大気地球物理天文局（PAGASA）の管轄する領域に入ったためフィリピン名ヨランダ（Yolanda）と命名された。  5日夜から6日夜にかけての24時間で、中心気圧が65 hPa低下して905 hPaに達し、6日21時には中心付近で風速60m/s、最大瞬間風速85m/sの「猛烈な台風」となってフィリピン海を西北西に進んでミンダナオ島へ接近。7日21時、中心気圧はさらに下がって895 hPaに達し、中心付近で風速65m/s、最大瞬間風速90m/sと観測史上例をみない勢力となった。台風は現地時間8日午前4時40分（日本時間5時40分）頃にフィリピン中部のサマール島に上陸。サマール島からレイテ島、パナイ島とフィリピン中部ビサヤ諸島を横断して南シナ海へ抜ける進路を取った。なお、8日朝の時点での勢力について合同台風警報センターは最大風速87.5 m/s、最大瞬間風速105 m/sとしている。  台風は8日夕方までに若干勢力を弱めながらも「猛烈な台風」の規模を維持したままスールー海に達し、南シナ海を西に進んで10日にはベトナム中部に接近すると見られていたが、進路を北西に変えながら10日18時の時点でトンキン湾を経由し、現地時間11日午前5時にベトナム・クアンニン省に上陸したのち、中国・華南の広西チワン族自治区に達し、11日15時 (協定世界時11日6時) に北緯22.4度、東経107.7度で熱帯低気圧に変わった。  この台風はフィリピンに甚大な被害をもたらし、6,000人を越す犠牲者を出したことから、近年のフィリピンにおける災害史上最大級の災害となった。  台風の発生数が年間30個以上となったのは1994年以来19年ぶりである。

### 気象庁が「台風」に分類しなかった熱帯低気圧
『気象庁が「台風」に分類しなかった熱帯低気圧』の節では、その年に発生した熱帯低気圧のうち、「台風」の勢力に達しなかったことで「台風」として扱われなかったものを解説する。

## 年別台風記事一覧
台風についての正式な統計が開始されたのは1951年からであるため、ウィキペディアでも、1951年以降の台風について、台風が発生した年ごとに単独記事としてまとめて解説している。

## 個別記事がある台風一覧

### 1939年以前

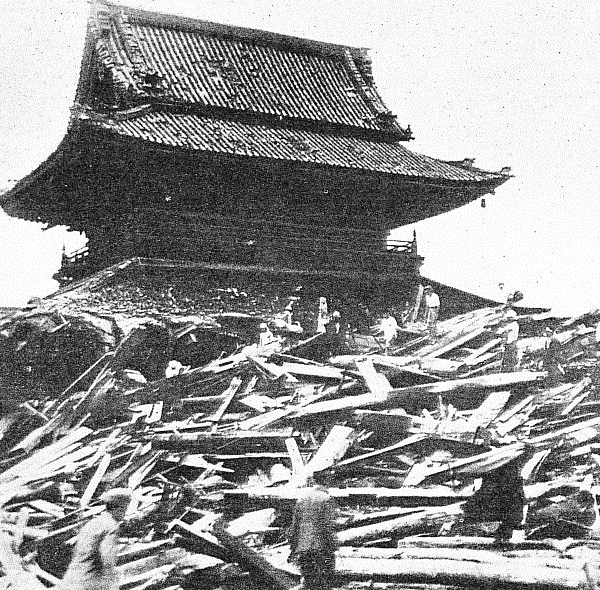
室戸台風の暴風により全壊した四天王寺の五重塔

- 989年（永祚）
- 1828年（シーボルト）
- 1856年（安政江戸）
- 1902年（足尾）
- 1917年（東京湾）
- 1924年（沖縄）
- 1927年（有明海）
- 1932年（七五三）
- 1933年（屋島丸）
- 1934年（室戸）

### 1940年代
- 1942年（周防灘）
- 1943年（26号）
- 1944年（コブラ）
- 1945年（枕崎|阿久根）
- 1947年（カスリーン）
- 1948年（アイオン|アグネス）
- 1949年（デラ|フェイ|グロリア|ヘスター|ジュディス|キティ）

### 1950年代

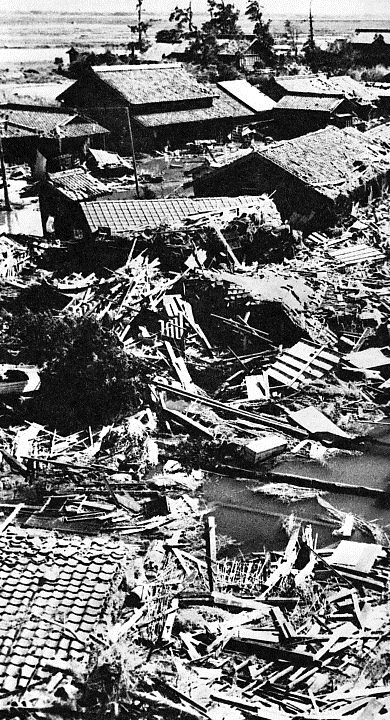
伊勢湾台風による半田市での被害の様子

- 1950年（ジェーン|キジア）
- 1951年（ルース）
- 1952年（ダイナ）
- 1953年（ジュディ|13号）
- 1954年（5号|12号|14号|洞爺丸）
- 1955年（22号）
- 1956年（3号|9号|12号|15号）
- 1957年（5号）
- 1958年（11号|17号|21号|狩野川）
- 1959年（5号|7号|宮古島|伊勢湾|18号）

### 1960年代
- 1960年（12号|16号）
- 1961年（4号|第2室戸|24号|26号）
- 1962年（7号|9号|10号）
- 1963年（2号|9号）
- 1964年（20号）
- 1965年（15号|23号|24号|25号|29号）
- 1966年（4号|13号|第2宮古島|24号|26号）
- 1967年（34号）
- 1968年（7号|10号|第3宮古島）
- 1969年

### 1970年代

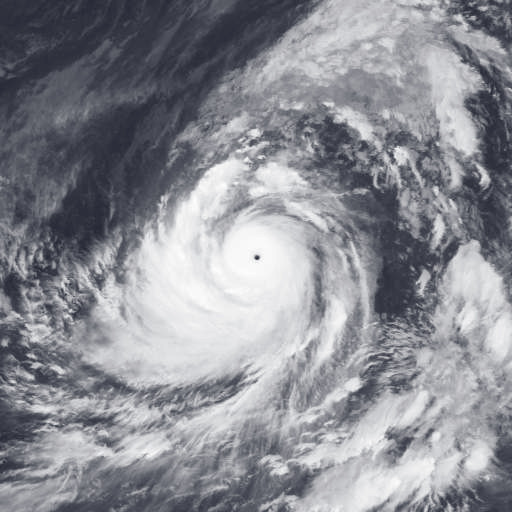
史上最強の勢力となった1979年の台風20号

- 1970年（9号|10号）
- 1971年（19号|23号|25号|29号）
- 1972年（7号|20号）
- 1973年（6号）
- 1974年（8号|18号）
- 1975年（3号|5号|6号）
- 1976年（17号）
- 1977年（沖永良部）
- 1978年（18号|26号）
- 1979年（16号|20号）

### 1980年代
- 1980年（13号|19号）
- 1981年（15号）
- 1982年（10号|18号|19号）
- 1983年（5号|10号）
- 1984年（11号）
- 1985年（6号|12号|13号|14号）
- 1986年（10号|14号）
- 1987年（5号|12号|19号）
- 1988年
- 1989年（13号）

### 1990年代
- 1990年（11号|14号|19号|20号|21号|28号）
- 1991年（9号|12号|15号|17号|18号|19号|21号|25号）
- 1992年（9号|10号|11号|17号）
- 1993年（4号|5号|6号|7号|11号|13号）
- 1994年（20号|26号）
- 1995年（3号|12号）
- 1996年（6号|9号|12号|17号）
- 1997年（7号|8号|9号|11号|13号|19号|20号）
- 1998年（4号|5号|6号|7号|8号|9号|10号）
- 1999年（5号|7号|8号|16号|18号）

### 2000年代

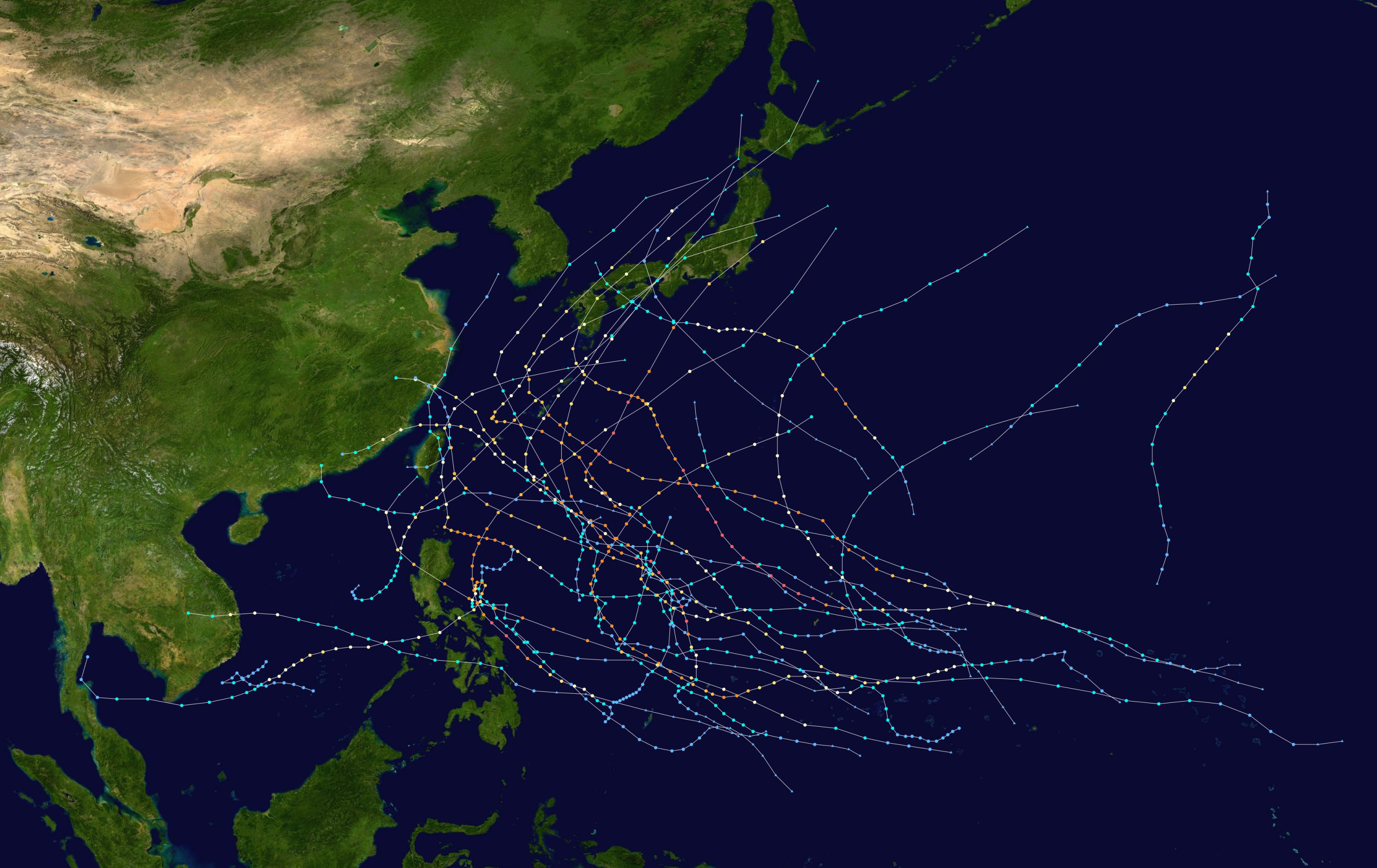
2004年の台風の経路図（この年の日本への上陸数は10個という前例ない多さとなった）

- 2000年（3号|14号|15号|17号）
- 2001年（11号|15号|16号|26号）
- 2002年（5号|6号|7号|9号|15号|16号|21号）
- 2003年（2号|4号|6号|10号|14号|15号|18号）
- 2004年（4号|6号|10号|11号|13号|15号|16号|17号|18号|21号|22号|23号）
- 2005年（9号|11号|13号|14号|19号）
- 2006年（1号|3号|4号|6号|7号|8号|10号|12号|13号|15号|21号）
- 2007年（4号|5号|9号|11号|14号）
- 2008年（6号|13号|14号）
- 2009年（8号|9号|16号|17号|18号）

### 2010年代

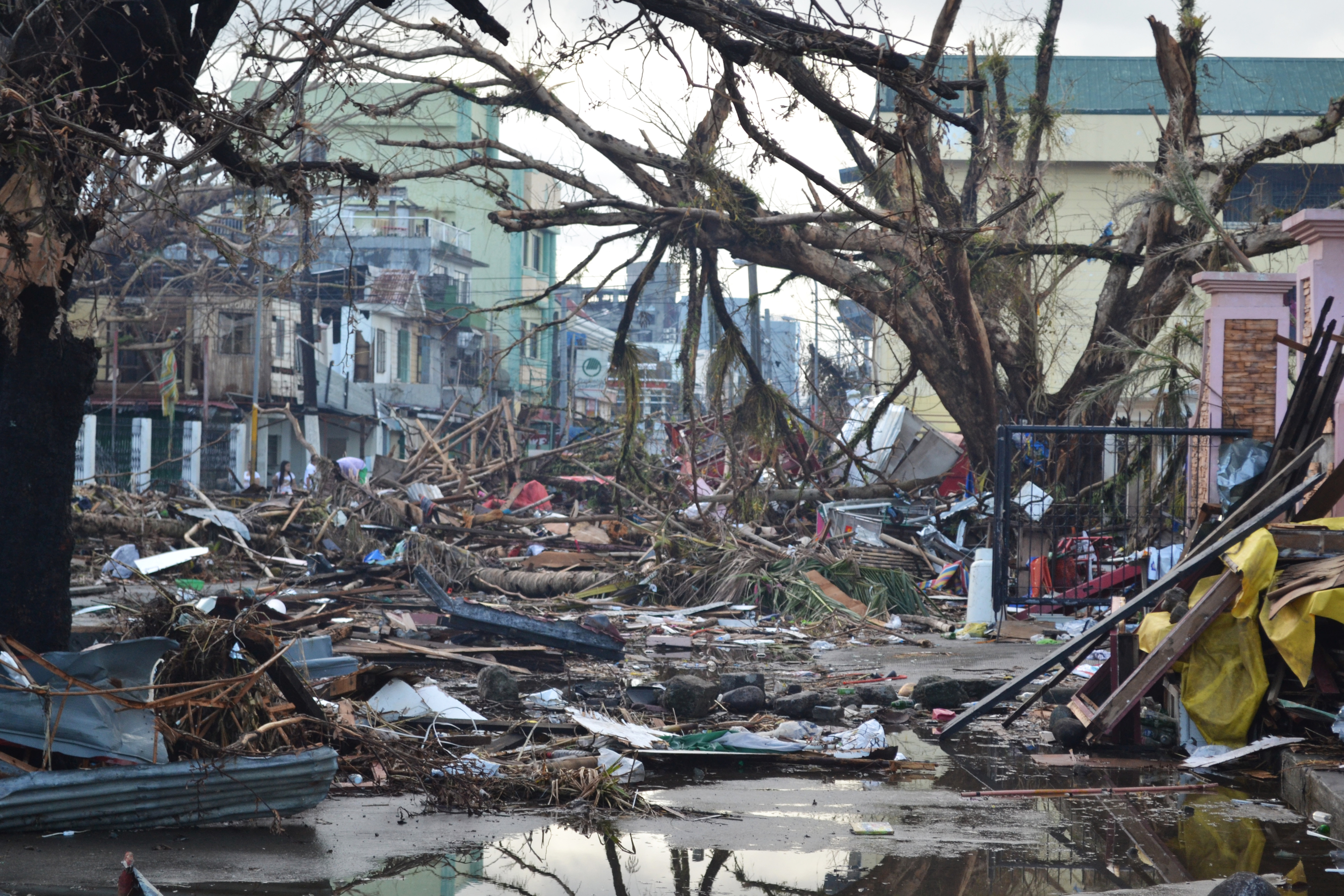
2013年の台風30号通過後のタクロバン市街

- 2010年（2号|9号|11号|13号）
- 2011年（1号|2号|5号|6号|8号|9号|11号|12号|15号|17号|21号）
- 2012年（4号|15号|16号|17号|21号|23号|24号）
- 2013年（4号|7号|11号|18号|26号|30号）
- 2014年（8号|9号|10号|11号|12号|13号|16号|18号|19号|22号|23号)
- 2015年（4号|6号|9号|10号|11号|12号|13号|15号|18号|21号|24号|27号）
- 2016年（1号|7号|9号|10号|11号|13号|14号|16号|18号|22号|26号）
- 2017年（3号|5号|13号|18号|21号|27号）
- 2018年（7号|12号|20号|21号|22号|24号|25号|26号)
- 2019年（2号|5号|8号|9号|10号|房総半島(15号)|17号|東日本(19号)|21号|28号|29号)

### 2020年代
- 2020年（9号|10号|14号|19号|22号）
- 2021年（2号|6号|8号|9号|14号|22号）
- 2022年（2号|8号|11号|14号|15号|16号|22号）
- 2023年（2号|6号|7号|13号）
- 2024年（10号|11号）
- 2025年